# Bushra Al-Maqtari
Bushra Al-Maqtari (nascida em 1980, em Taiz, Iêmen) é uma escritora, jornalista e ativista iemenita, reconhecida por seu papel como defensora dos direitos humanos e por suas obras literárias que documentam os horrores da guerra civil no Iêmen.

## Biografia
Bushra al-Maqtari nasceu em 1979 em Taiz , Iémen. Passou parte da sua infância na Arábia Saudita , onde o seu pai trabalhava na construção civil. Foram forçados a sair em 1990, quando um milhão de iemenitas foram expulsos devido às tensões entre os dois países
Maqtari studied history at Taiz University, graduating with a bachelor's degree.
Em 2020, ela recebeu o Prêmio Johann Philipp Palm para a Liberdade de Expressão e Imprensa, em homenagem ao seu trabalho como ativista no Iêmen
.

## Obras Literárias e Estilo
A obra mais conhecida de Bushra Al-Maqtari é What You Left Behind, um poderoso relato das vidas destruídas pela guerra no Iêmen. Publicado em 2018, o livro é baseado em testemunhos de sobreviventes do conflito, documentando as histórias de dor e perda das vítimas civis da guerra.